# ICE-4列车
ICE-4列车（德語：ICE 4）是德铁长途运输營運中的最新一代时速250公里ICE高速列车。德国铁路计划将购入300列这款定名为“ICE4”的電聯車的动车组，以供“交通运输”部门作轨道长途客运使用。所预定的電聯車自2011年起由西门子交通集团负责制造。
该型12节编组的动车组已于2017年12月起投入使用，而7节编组的版本则应自2020年12月起交付。列车在德国铁路内部的定型编号为412型。

## 车辆
ICE-4列车是作为用于旅客运输的动车组（不含机车）而设计。列车的驅動方式不同以往的ICE车系，它是通过分布在整列车之中、多个相互独立的动力车厢（动车组动车）来驅動。车辆的内部及外部设计基本上对应于现行的ICE标准。相较于過去的ICE列车，ICE-4列车每节长约28m的车体均为钢结构而非铝结构制造，并对此应用了激光焊接技术。
在2012年的柏林轨道交通技术展上，德国铁路在它们的展位上首次呈现了一具ICE-4端部车厢的局部1:1模型。自2013年底开始，一节端部车厢和另一节车厢的1:1模型开始在纽伦堡德铁博物馆展出。
车辆的外观设计在2015年获得了紅點設計大獎。同样，ICE-4的外观设计还在2016年的德国设计大奖（German Design Award）中被授予运输类别奖 。

### 基本配置
5至14节编组的列车是由五种类别的车厢所组成：端部车厢、动力中部车厢（动车）、无动力中部车厢、餐车以及服务车厢。
德铁长途运输拟两款基本配置：
- 带有3节动力车厢的7节编组动车组。其全长约200m，共提供个456个座席（包含77个一等座），且最高速度为230km/h，最大加速度为0.55m/s²[2]。车载餐厅设有17个座席，一个站立就餐区和两个轮椅摆放空间[6]。此外，每列动车组还提供8个自行车停车位[14]。这一配置最初被称为“K1n”[6]。
- 带有六节动力车厢的12节编组动车组。其全长约346m，共提供830个座席（包含205个一等座），且最高速度为250km/h，最大加速度为0.53m/s²。车载餐厅设有23个座席，再加上一个站立用餐区和2个3个轮椅摆放空间[6][2]。在最初的订购版本中，其最高速度为249km/h。藉此可以节省成本[15]。

首批130列动车组包括45组7节版本和85组12节版本。它们将被用于替换在1971年至1991年间生产的城际列车電聯車。对于所有ICE-4在德国和奥地利的适航证以及另外用于瑞士的12节车组适航证均已提供。
计划中的第2批59列动车组应自2025年起替换现行了ICE-1和ICE-2车队。而在德国铁路于2015年3月提出的长途运输纲领中显示，它们无意在2030年以前购置第2批次。第2批次的列车将会获得德国、奥地利和瑞士的适航证。对于在法国、卢森堡、意大利、波兰和捷克的适航证也可选择性预先提供。
包含购买选择权的第3阶段动车组将被用于替换ICE-3。为此目的（截至2011年），80组列车已可满足時速249的最高速度 。
来自持续至2030年的框架协议内的第1批次内容已经签约生效，第2批次的采购亦是固定计划。而第三批次的选择权则可随时赎回。

### 其它配置
除了两种基本配置，制造商还提供从5节至14节车厢的22款其它編組。两组七节编组的动车组可以重联运行。5节至7节编组的单元应包含三节动力中部车厢。此外，8节和9节编组应包含四节、10节至12节编组包含五节以及13节和14节编组包含六节动力车厢。这些额外的編組方式最初有四款获得适航证。一列14节编组的单元长度将达到400m。
这些车组都由五种不同类别的车厢所组成。所有变体的二等中部车厢构造完全相同。只有10节编组中所使用的一等中部车厢是从此类别中衍生。
中部车厢的长度为29.4m，而端部车厢则为28.6m。因此它们会比大多数以往的城际列车车厢，即26.4m的车厢长度更长。由于车厢得到了延长，使得一组200m长的列车不再采用8节，而是7节编组。车厢连接处的节省可以额外容纳五排座位的空间。更多的座位行则可通过改变座位理念，例如移除客舱内的电子机柜，以及变更功能区域（例如自行车隔间）的布局来实现。
车体的外部宽度为2852mm，内部宽度则为2642mm。

## 德国铁路412及812型

### 布置

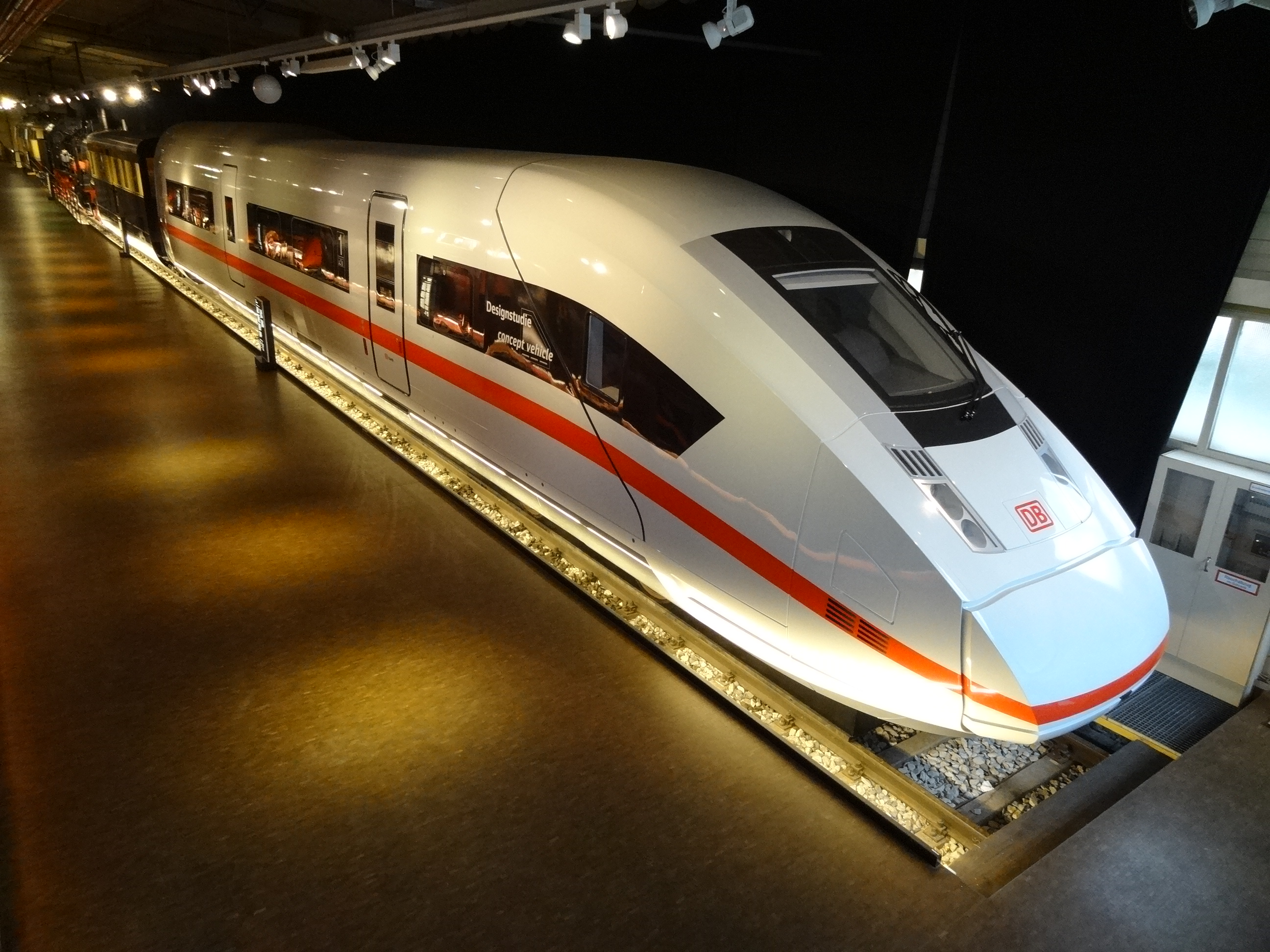
1:1实体模型，用于测试座位编排及舒适配置的可用性，现存于纽伦堡德铁博物馆

#### 初始规划
每排座位的间距在一等车厢车应为930mm，二等车厢为856mm。对应的膝部空间则分别有900mm和826mm。过道间隙应为620mm（一等座）和500mm（二等座）宽。在一等座中，椅背可最多倾斜达38度，并且支撑面可拉伸约5cm长。座位在后仰的状态下不可转向。头枕仅为一等座提供。此外，列车还设有窗壁座席（Wandfensterplatz，即靠窗座面对壁板）。
根据初始规划，端部车厢的一等座应采取52个座位布局，端部车厢的二等座则是63个座位布局并带有8个自行车泊位及2个折叠座椅。其它中部车厢的二等座（动力及非动力）应每节容纳100个座位。七节编组单元的餐车提供29个一等座和17个餐座；十节编组单元的餐车则提供23个一等座和23个餐座。7节编组的服务车厢应提供47个二等座、6个位于多功能隔间内的座位以及2个轮椅位；而十节编组除了拥有更大的43座多功能隔间外还有3个轮椅位。仅在10节编组配置中出现的一等座中部车厢则设有66个（动力车厢）或69个（非动力车车厢）座位。
七节编组的列车规划有12个厕所，10节编组则规划有18个（每节二等座中部、端部车厢各2个，一等座端部车厢2个，以及1个员工厕所和1个无障碍厕所位于服务车厢内）。它们都包含有“（厕所故障）”的标识。
在每个双人座（二等）或每个座位（一等）均提供电源插座。阅读灯和脚踏板仅为一等座提供。
基础的技术配置在整个系列中保持一致。在内饰上则根据城际列车和城际快车的种类差别进行区分，尤其是在餐车內。车内設有一个小酒馆（Bordbistro）或餐厅（Bordrestaurant）。灵活的结构形式将允许更多的后续调整，例如座位间距。
座位编号被设置在通道的扶手上，并在表面上提供触点，以供盲人辨识。除了餐车仅在两侧提供装货门外，其余每节车厢都有两个乘降区（四扇乘降门）。服务车厢会在每侧各有一个车侧升降机供轮椅人士使用。乘降是无需借助楼梯的。此外在服务车厢还配备有一个乘务员隔间和一个休息室。
列车都具备车辆高速互联网服务。为此在列车内会提供無線網路服務。相关的具体技术会在列车交付前測試。此外，列车也可安装移动电话放大器。其目标是支持UMTS技术。

#### 订购变更
在德国铁路董事会审视过规划中的客舱1:1模型后，对其过高的座位密度、过小的行李储存空间，以及尤其就自行车携带者而言过于狭窄的乘載空间提出了批评。
德国铁路监事会遂决定，基于在2013年3月5日对客運量增加的预测，他们决定扩大ICE-4的合約。以往的十节编组列车因此被扩展至12节。通过总共170节额外的车厢，每列车组的座位数量可由724席增加至830席。内饰将采用高品质的设计并提供更多的行李空间，而灯光可根据一天不同的时间段进行調整。通道也进行了加宽。最高速度从249增加至250km/h。在新建的模型中，则包含了可适应头部高度的一等座阅读灯、可开关的台灯以及脚部空间照明。
一系列措施的额外费用预计约为6亿欧元。其中支付给庞巴迪的部分约为3.36亿欧元。由于规划的变更，12节编组列车的投入營運时间被推迟一年，七节编组列车则推迟四年。
7节编组列车的座位数量从499席减少为456席，列车用于不同電壓系统的设备也被取消。它亦因此不能再于荷兰等国運轉。
变更前后的主要对比如下表所示：
|                              | 7节编组                               | 7节编组       | 10节编组       | 12节编组       |
|                              | 旧                                    | 新            | 旧             | 新             |
| ---------------------------- | ------------------------------------- | ------------- | -------------- | -------------- |
| 最高速度                     | 230 km/h                              | 230 km/h      | 249 km/h       | 250 km/h       |
| 列车长度                     | 200 m                                 | 200 m         | 288 m          | 346 m          |
| 电流制式                     | 15 kV 16,7 Hz 25 kV 50 Hz 1,5 kV 3 kV | 15 kV 16,7 Hz | 15 kV 16,7 Hz  | 15 kV 16,7 Hz  |
| TSI等级                      | 2                                     | 2             | 2              | 1              |
| 牵引功率                     | 4950 kW                               | 4950 kW       | 8250 kW        | 9900 kW        |
| 动力车数量                   | 3                                     | 3             | 5              | 6              |
| 每列车车厢数量               | 7                                     | 7             | 10             | 12             |
| 行李容积/座位                | 约0.12m³/座                           | 约0.2m³/座    | 约0.12m³/座    | 约0.2m³/座     |
| 座位数量（总数/一等座/餐座） | 499 / 80 / 17                         | 456 / 77 / 17 | 724 / 210 / 23 | 830 / 205 / 23 |
| 投入服务                     | 12/2016                               | 12/2020       | 12/2016        | 12/2017        |

### 7节编组列车編成
7节编组的列车由以下车厢所组成：
- 6812.0型车厢：一等座端部车厢含驾驶室及夏芬伯格车钩（德语：Scharfenbergkupplung），无动力
- 1812.0型车厢：一等座中部车厢，无动力
- 9412.0型车厢：车载小酒馆及一等座，动力车
- 7412.0型车厢：二等座服务车厢，动力车，含受电弓
- 2812.0型车厢：二等座中部车厢，无动力
- 3412.0型车厢：二等座中部车厢，动力车
- 7812.0型车厢：二等座端部车厢含驾驶室及夏芬伯格车钩，无动力

### 12节编组列车編成
12节编组的列车由以下车厢所组成：
- 0812.0型车厢：一等座端部车厢含驾驶室，无动力
- 1812.0型车厢：一等座中部车厢，无动力
- 1412.0型车厢：一等座中部车厢，动力车
- 8812.0型车厢：车载餐厅，无动力
- 6412.0型车厢：二等座服务车厢，动力车，含受电弓
- 9812.0型车厢：二等座中部车厢，无动力
- 2412.0型车厢：二等座中部车厢，动力车
- 2412.3型车厢：二等座中部车厢，动力车
- 4812.0型车厢：二等座中部车厢，无动力
- 2412.5型车厢：二等座中部车厢，动力车
- 2412.8型车厢：二等座中部车厢，动力车
- 5812.0型车厢：二等座端部车厢含驾驶室，无动力

### 技术
带动力的中部车厢被称为“动力车”，并各自携带一个变压器、一个牵引逆变器、一个辅助变流器和四个牵引电动机。两种变体的动力车厢仅在各自特定最高速度的齿轮传动比有所区别。变压器和直交流轉換器是通过一个共用的油冷或水冷装置进行冷却。多电流制式列车的直流电元件被安装在无动力车厢的底部。每节动力车厢的装机牵引功率为1.65兆瓦。允许通行的最大坡度为35‰。所有列车均配备可用于德国铁路和奥地利联邦铁路路网的两组受电弓，它们被安装在2号中部车厢和2号动力车厢顶部。带有瑞士联邦铁路装备的K3s车组还会在这些车厢顶部各装有一副适用于当地路网的窄型受电弓。
率先交付的两种編組列車的容积设计为每平方公尺最多4人。其可通过的最小曲线半径为150m。
七节编组列车是根据互操作性技术规范第二级别设计，十二节编组则是对应TSI第一级别。按照第一级别的要求，尤其需要加强对制动设备和轮对轴承的监控。此外对气压变化的要求也更高。
在旅客資訊系統方面，每节车厢可配备最多六块显示屏。其中在车厢内部为置于顶板的TFT显示屏（19英寸），在乘降区域则提供15英寸的显示器。旅客資訊系統可自动生成多语种公告。
列车的空调系统可根据从-25至+45℃的外部温度进行調整，其中外温从-20至+40℃之间的工作不会对舒适度造成影响。在每节车厢的顶部设有两台冷氣空调压缩机，并可独立运作。它们是由法维莱交通所提供。
一个被动式气密保护系统是预先设有的。而轮轴的超声波探伤检查周期应为240000公里。
在列车保护装置方面，则提供点状列车控制装置（PZB）、线状列车控制装置（LZB）和欧洲列车控制装置（ETCS）。
与ICE-1列车相比，平均每位乘客的能源消耗下降了30%。这得益于降低重量、更大的座位间距、更佳的空气动力学和改进的制动力回收。它们应较以往的列车更为安静。
动力转向架是由西门子基于SF500型转向架所设计。拖车转向架则設計為自導式轉向架，以便在弯道上減少彎道阻力。它们是由庞巴迪运输提供。
列车模組化的设计使得整个组件更换和列车外的维护变得更为简易。
底板槽均配备防击打涂层以对抗道砟飞溅。

### 历史

#### 既往史
早在2003年，德国铁路就曾计划对1000组新的城际列车进行招标。根据该计划，成功中标的代利奇维修车间将承担相应任务，却遭到德国联邦卡尔特局禁止。新的车辆应自2015年起替换在1971年至1991年建造的车厢。然而此后，这些车厢为了继续使用而自2002年起进行了现代化改造。相关的招投标方案最终无法实现。

#### 招标
ICE-4列车的招标是自2008年夏天，当时的計畫代号被初拟为ICx。据相应资料显示，这是德国铁路历来最大宗的招标。按照2008年的规划，新的动车组应至2020年左右替换城际列车/欧城列车车组，至2025年替换ICE-1和ICE-2列车。后续则还可以有藉由ICE-4替换ICE-3列车的选项权。在大约300页的招标技术功能设计说明书中，罗列了大约8900项基础要求。这些都是源自未来營運商的内部商业规范的约900项设想，包括例如运用、外观、座椅、舒适性，以及保养和维护等要素。详细的功能指标应当有质量保证，这些指标的施行由制造企业负责。规范设计中的27%为需要强制性满足，22%为来自订购方所期望的设想，可选设计则占3%。在时刻表初稿和需求初稿中制定的概念流程分别为2015年、2020年和2025年。作为ICE的继任列车，招标中最初仍提供250km/h的最高速度。280km/h的最高速度则可选择性提供。根据在2009年的规划状态，应有两组原型车自2012年起投入定期的试運轉。
列车的研发成本由車廠全部承担。此外，列车只在验收后才完成付款。以往常见的提前融资则并不提供。德国铁路预计产能的持续性最大化利用在每座价格上可获得的成本优势，将远低于目前的ICE列车。其在2009年（按2005年的价格水平）力求达到的每座成本约为25000欧元，略高于高品质的区域运输水平。而通过所谓的“质量检验关”则可确保所采购列车的质量。
有七家业内車廠提交了投标资料。合約应授予一个单一的制造商而非制造商联盟，以避免额外成本和权职不清。

#### 發包
六位投标人表现出兴趣，其中包括AGV和TGV Duplex的制造商阿尔斯通。两位投标人提出了具体的建议进行谈判：其中西门子和庞巴迪组成的联盟需要约60亿欧元制造约300列动车组，而Alstom则希望利用50亿至80亿欧元提供差异化的配置变体。Alstom的报价不符合招标要求。
2010年1月，在西门子被委任为首选中标者之后，德国铁路还计划将庞巴迪作为西门子的供货商，为整体订单提供超过三分之一的效益。其次进行的是价格谈判。订单应自2013/2014年起落实，同时西门子将完全利用其位于克雷费尔德-于尔丁根工厂的产能直至2025年。于尔丁根工厂为此将进行改造。
列车最初应根据2010年1月的规划状态，至2010年6月16日完成订购。然而在2010年中期，德国铁路仍在考虑将订单延至2010年秋季授予。据业内資訊披露，直至2010年7月底，德国铁路与制造商之间的价格预期仍然相距甚远。德国铁路总裁顾儒伯决定，倘若双方一直无法达成一致，将就合約进行重新招标。据poche公司的消息，德铁在谈判中要求的每座价格为30000欧元。
至2010年末，德国铁路声称仍未与西门子就价格问题达成一致。尤其存在争议的还有责任赔偿规则，德铁根据以往的故障经验，要求ICE列车应得到全面的保障。

#### 订购
2011年4月11日，德国铁路及西门子的董事会就交易达成一致。2011年4月21日，德国铁路监事会批准签署合約。合約价值为50亿欧元。德国铁路同时立即订购130组列车，后者应自2016年末起交付。在持续至2030年的合約框架下，还设置有额外增购列车的条款。庞巴迪作为首选供货商，获得了总订单约三分之一的价值份额。购买价是分期支付，不提供预付定金。购买价的60%会在交付时付清。
2011年5月9日，长达8000页的一组协议在波茨坦的德铁研究院（DB-Akademie）——即曾经的帝王车站，由德国铁路董事会主席顾儒伯和西门子公司董事会主席罗旭德签署。首批220列动车组的合約价值为63亿欧元。供货商庞巴迪从而获分摊其中的21亿欧元。
这是德国铁路行业有史以来授予的最大规模订单，同时也是德国铁路和西门子的历来最大订单。
根据最初的框架协议，最多将提供300组包括在2020年后交付的列车。130组固定采购的列车按计划从2017年至2020年交付。2013年9月中旬，德国铁路通过一份新闻稿宣布，在2013年启动的“功效改变（Leistungsänderungen）”进程中，在2020年后采购的列车数量已由59组减少至31组。这些列车总值约为10亿欧元。作为替代，德国铁路将向庞巴迪采购双层列车。此举将可节省逾1亿欧元。
据西门子声称，它们已在2012年将ICE-4列车推介至其它欧洲營運商。该營運商将就ICE-4概念的出口情况与德国铁路展开支付额外津贴的谈判。
为配合相关订单的培训和进修，西门子还应提供一款相应的驾驶模拟器。这款价值180万欧元的模拟器将安置于富尔达。

#### 生产及測試

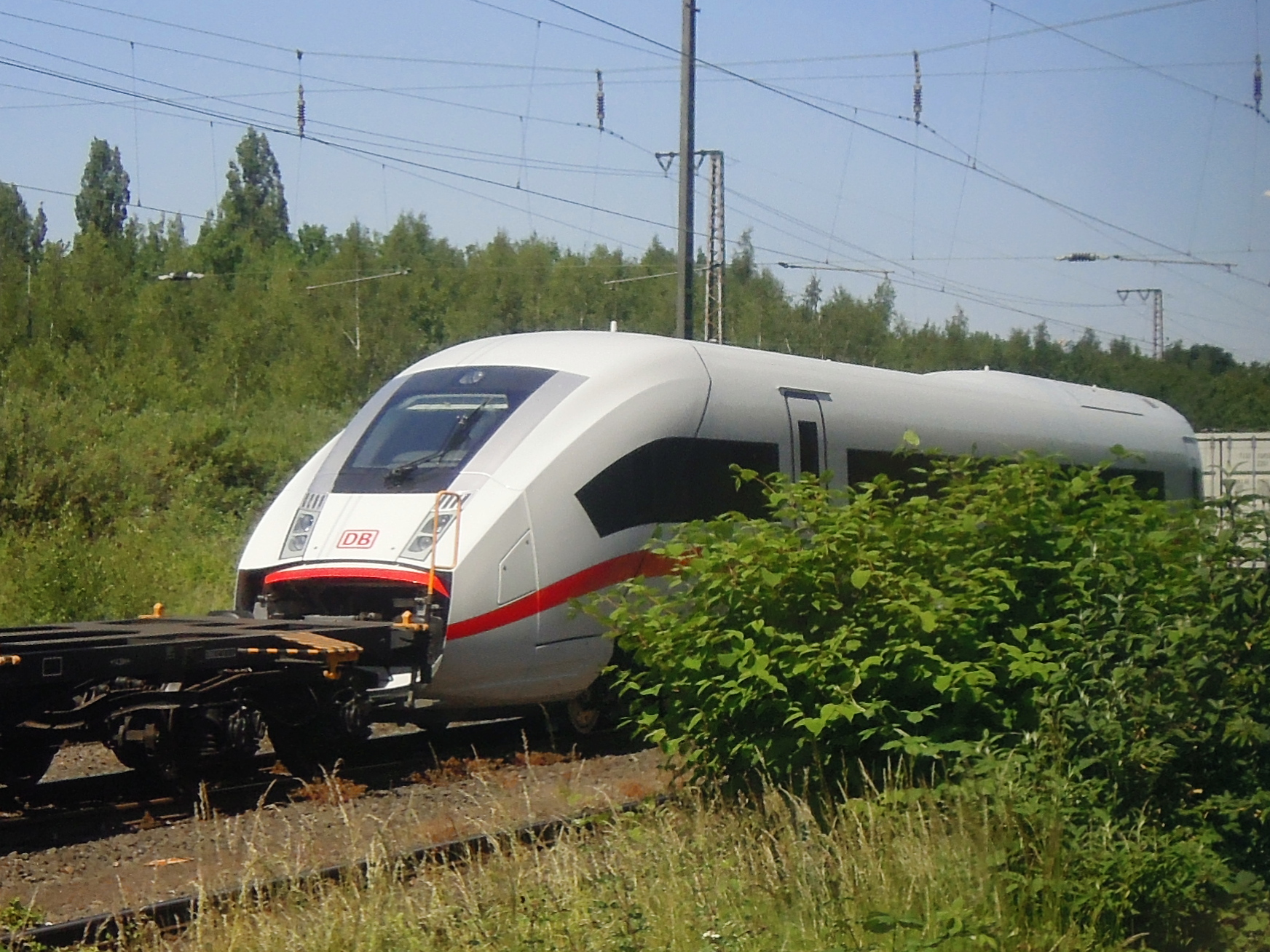
一节端部车厢于2015年6月通过賴特

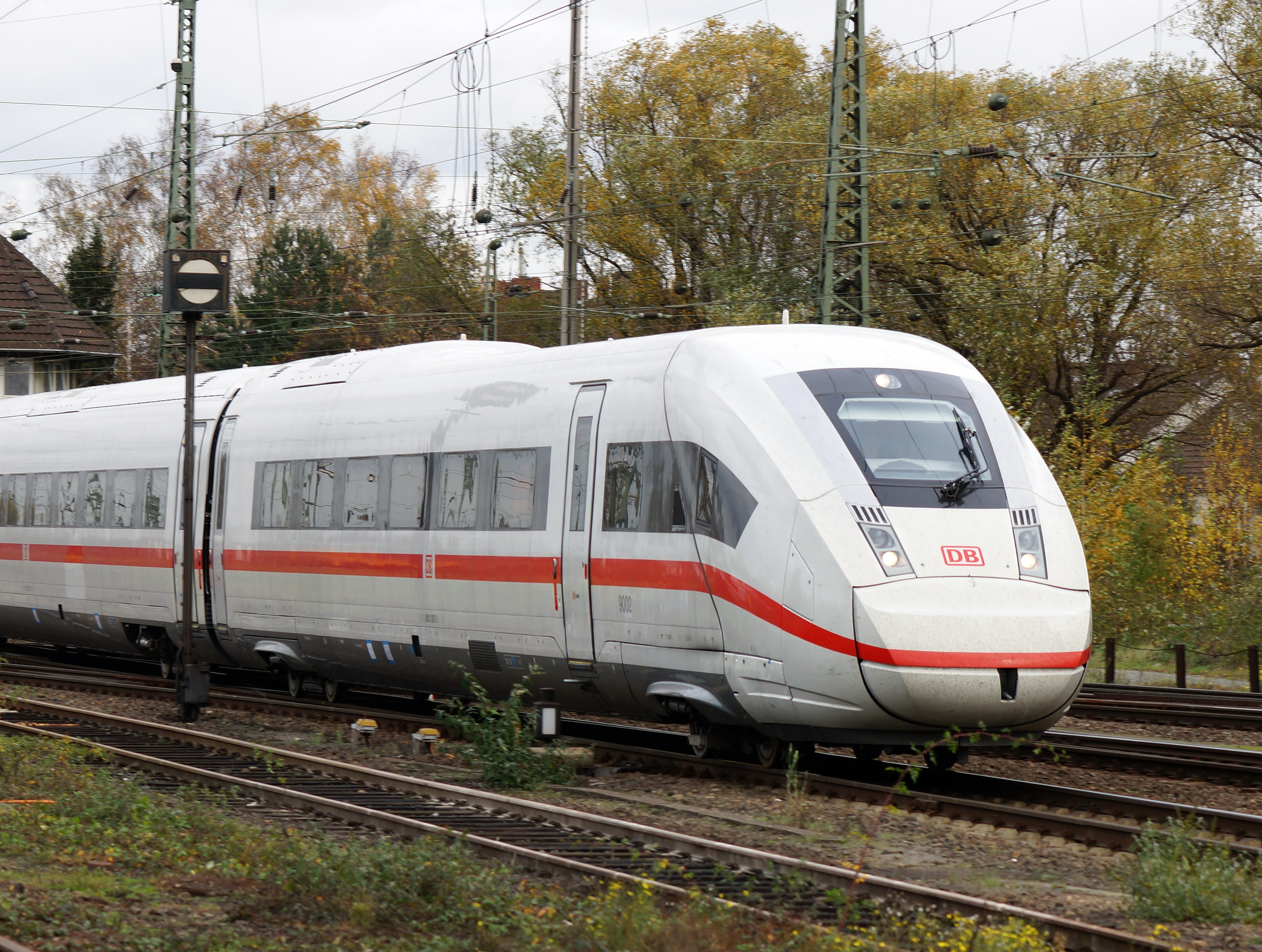
412 002号列车于2015年11月在科隆附近试運轉

ICE-4列车的研发工作是在西门子位于埃尔兰根和克雷费尔德-于尔丁根的工厂进行。大部分的装配，包括所有中部车厢以及调试工序也同样会在西门子克雷费尔德-于尔丁根工厂完成。而动力转向架则来自格拉茨的西门子工厂。
在设计和构造阶段完成后，在2014年4月开始了首列原型车的建造。钢制车体的骨架建造是通过庞巴迪在格尔利茨的工厂进行。所有端部车厢和一些中部车厢的最后装配工序是在亨尼希斯多夫的庞巴迪工厂完成。拖车转向架则由庞巴迪在锡根制造。
在首个系列交付以前，应该根据2012年中期的规划状态，自2015年9月起交付两列原型车，并进行为期14个月的真实情况测试：最初的两个月不载客和接下来的12个月搭载乘客。这项实验应自2016年夏季启动。
首列原型车应不晚于2015年1月完工，并在随后投入營運。適航证運轉则计划于2015年秋季完成。首组量产车应在2015年夏季公开呈现。自2016年中期起，这组列车应该可以投入载客试營運。而在2017年12月10日的运行图调整时，它应投入正式的客运交通之中。作为一项为期七年的监控阶段的一部分，130列动车组中将有50列会受到更为严密的监控。
列车所规划的运用期限为30年。
2012年初，一个木制的1:1模型完工。首个组件也应在2012年开始制造。原型车的生产则应在2013年中期启动。交付原定于2014年，然后再进行为期11个月的运转试验。批量生产应自2015年开始。列车编组将在韦格贝格-韦登拉特试验中心完成。每年的产量为20列。列车各组件分别由西门子和庞巴迪设在六个不同地点的工厂制造。其中西门子为克雷费尔德、纽伦堡和格拉茨；庞巴迪为黒尼格斯多夫、格尔利茨及锡根。
2014年3月6日，首个完成喷漆的车身经由陆路从格尔利茨被运往克雷费尔德。2014年12月22日，首列五节编组的单元离开黒尼格斯多夫工厂并运往韦格贝格-韦登拉特。2015年中期，有4节ICE-4车厢在维也纳的阿森纳气候实验室进行了从-30℃至+45℃之间的壓力测试。自2015年8月起，一列12节编组的单元开始进行壓力測試運轉。
列车应获得一个新的、简化程序的營運許可。狭义的計畫团队包括约60名雇员。在另一环境下，包括研发人员在内，则大约有500名员工参与了该計畫。若是包含分包商下属的下包商，则有上千人参与了该計畫。
列车在2015年中期的一份公告中首次被称呼为ICE-4。至2015年9月底，德国铁路总裁顾儒伯宣布，将原計畫代号ICx正式定名为ICE-4。
2015年12月4日，联邦交通部长亞歷山大·杜布林德和德国铁路总裁顾儒伯共同在柏林向公众呈现了列车。此外它将自2016年秋季起在汉堡－慕尼黑的线路上进行为期14个月的试運轉，当中12个月为载客運轉。期间发现的缺陷会在生产过程中被及时弥补。
根据2005年的规划状态，有7组列车应可在2017年秋季接收。

### 營運
列车的例行營運应至2017年末逐步开始。自2017年12月起，应有8组列车在汉堡－符茲堡、司徒加特－慕尼黑以及汉堡－柏林－慕尼黑等线路中投入例行營運。
而根据2015年初更新的规划状态，列车应自2017年12月起首先在汉堡至慕尼黑之间以及汉堡至司徒加特之间使用。自2019年12月起则将引入德国统一第8号交通工程中使用。
制造商及營運商计划，就车辆的可靠性将通过七年的資料分享。
按照2011年的规划状态，在前两个阶段后，德铁长途运输约70%的营业额都应来自ICE-4列车。

### 使用
根据2015年3月公布的长途运输纲领，首批ICE-4列车计划应在以下线路中使用：
- 汉堡－慕尼黑（自2017年末）
- 汉堡－司徒加特（自2017年末）
- 汉堡－莱茵/鲁尔－莱茵/美因－德国南部（自2018年末）
- 汉堡－柏林－莱比锡/哈勒－埃尔福特－纽伦堡－慕尼黑（自2019年末）
- 慕尼黑－林道－苏黎世（自2020年末）

根据较早前（2011年）的规划，首批ICE-4列车计划应在2016年期间投入以下线路中使用：
- 汉堡－莱茵/鲁尔－莱茵/美因－德国南部
- 柏林－汉诺威－阿姆斯特丹
- 柏林－卡塞尔－莱茵/美因－司徒加特－慕尼黑
- 柏林－卡塞尔－莱茵/美因－巴塞尔
- 汉堡－柏林－莱比锡/哈勒－埃尔福特－纽伦堡－慕尼黑（在纽伦堡－埃尔福特高速铁路于2017年建成后[78]）

### 保养
列车所规划的首个保养场地设于柏林-鲁梅斯堡车辆段。那里至2016年中期会建起两条370公尺长，并配备双侧顶部作业台、栈桥和起重设施的抬升式维修轨道。其原有的大列车库应为此延长约50公尺，机车库也延长约26公尺，并将新增一座办公楼。相关费用估计达2700万欧元。
根据德国铁路的公告，斥资2.2亿欧元改造的科隆-尼佩斯ICE列車整備站也将优先用作ICE-4的保养。